# Kultura, Peatîhatkî
Kultura (în ucraineană Культура) este un sat în comuna Bohdano-Nadejdivka din raionul Peatîhatkî, regiunea Dnipropetrovsk, Ucraina.

## Demografie
Componența lingvistică a localității Kultura
     Ucraineană (95,1%)
     Rusă (3,85%)
     Alte limbi (0,35%)
Conform recensământului din 2001, majoritatea populației localității Kultura era vorbitoare de ucraineană (95,1%), existând în minoritate și vorbitori de rusă (3,85%).